# Frost (månkrater)
För andra betydelser, se Frost (olika betydelser).
Frost är en nedslagskrater på månens baksida. Frost har fått sitt namn efter den amerikanske astronom Edwin Brant Frost.

## Satellitkratrar
| Frost | Latitud | Longitud | Diameter |
| ----- | ------- | -------- | -------- |
| N     | 35.0° N | 119.2° V | 43 km    |